# Mortierella cystojenkinii
Mortierella cystojenkinii är en svampart som beskrevs av W. Gams & Veenb.-Rijks 1976. Mortierella cystojenkinii ingår i släktet Mortierella och familjen Mortierellaceae.   Inga underarter finns listade i Catalogue of Life.